# Roewe W5
Roewe W5 – samochód osobowy typu SUV klasy średniej produkowany pod chińską marką Roewe w latach 2011–2017. 

## Historia i opis modelu

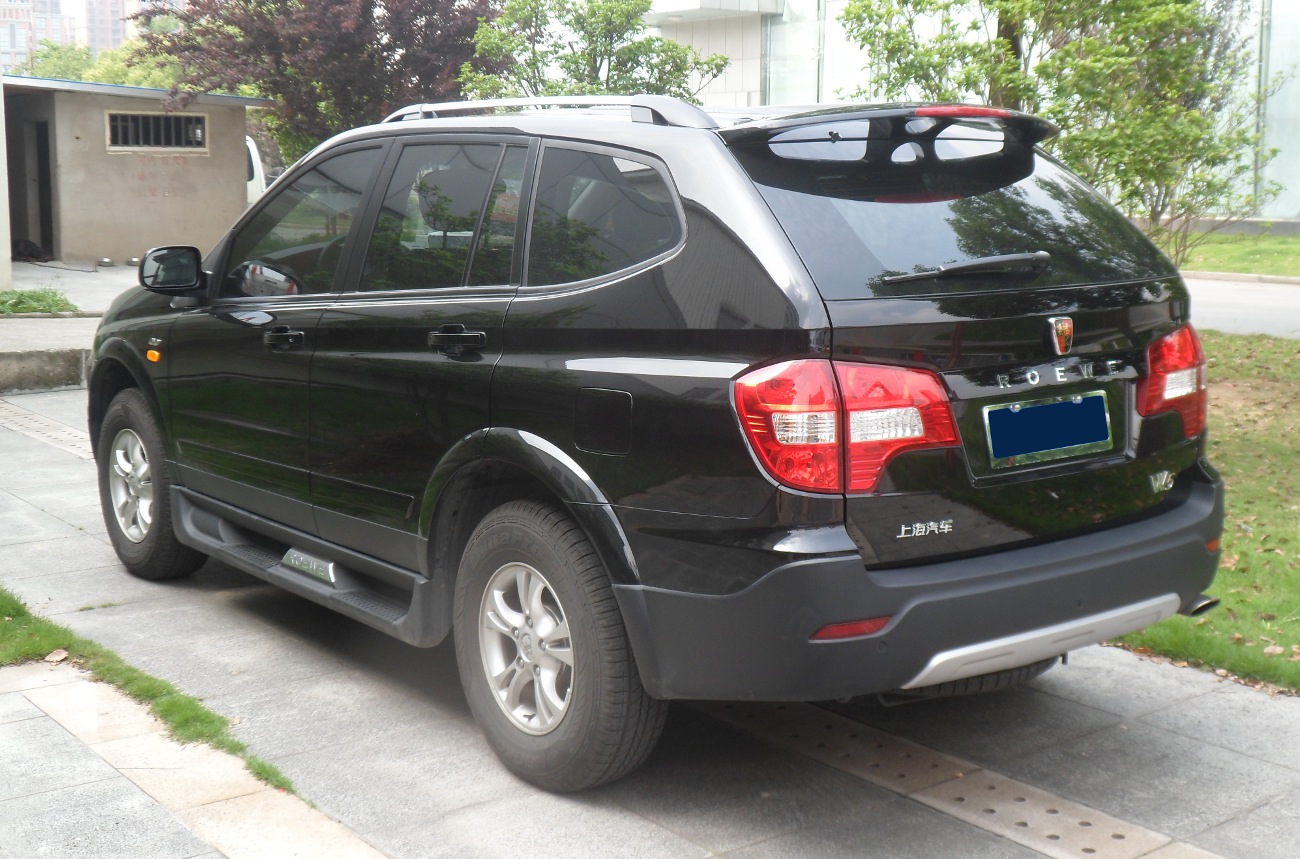
Roewe W5 - tył

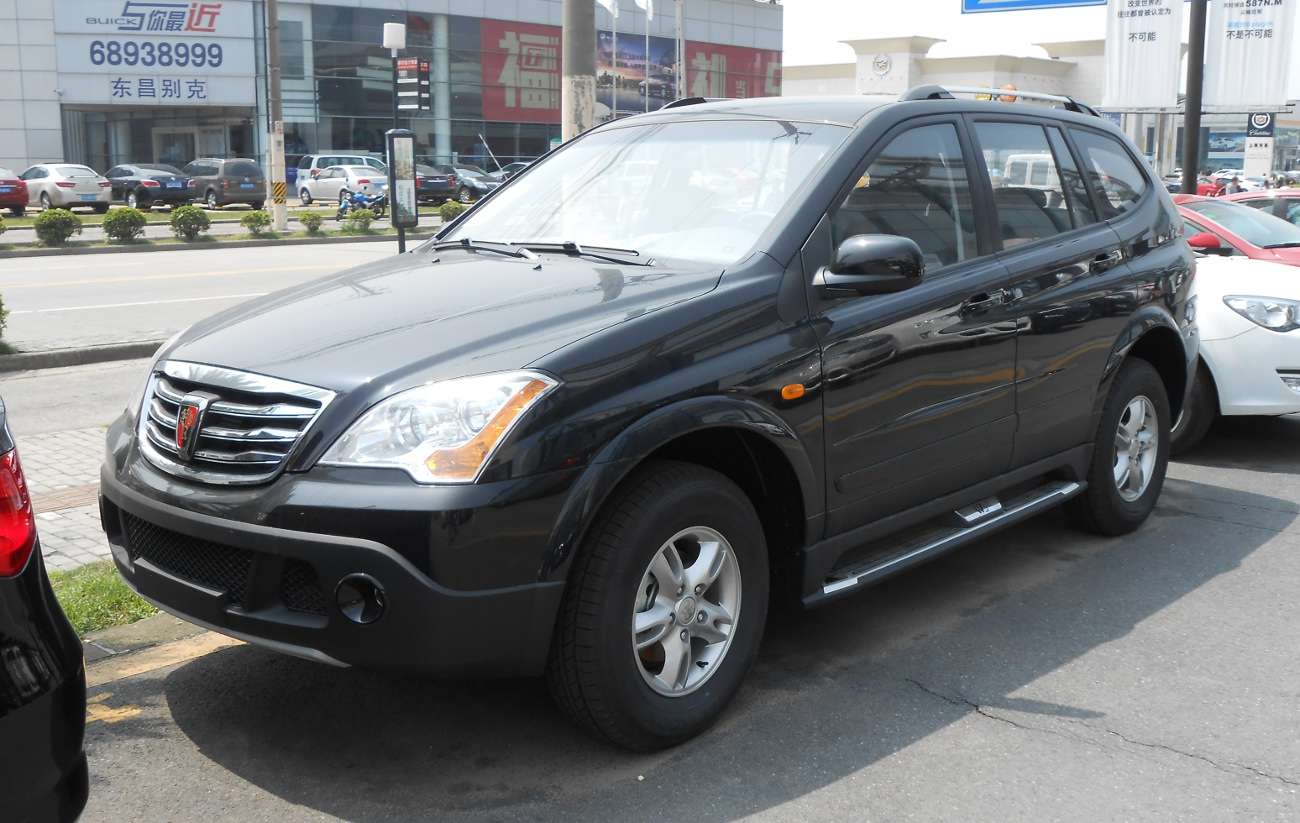
Roewe W5 po liftingu

Roewe W5 zadebiutowało po raz pierwszy w kwietniu 2011 roku podczas wystawy samochodowej w Szanghaju jako pierwszy SUV chińskiej marki koncernu SAIC.
Pojazd powstał w wyniku partnerstwa z południowokoreańskim SsangYongiem jako bliźniacza konstrukcja wobec modelu Kyron, w przeciwieństwie do niego będąc konstrukcją przeznaczoną wyłącznie na rynek chiński. Pod kątem wizualnym, Roewe W5 odróżniło się innym wyglądem przedniej części nadwozia z charakterystycznym, dużym chromowanym wlotem powietrza, a także zmodyfikowanymi lampami tylnymi i przeprojektowanymi zderzakami.
Samochód dostępny jest z dwoma silnikami benzynowymi, mniejsza jednostka to znany z modelu 550 turbodoładowany motor o pojemności 1,8 l i mocy 162 KM (119 kW), moment obrotowy to 215 Nm, druga dostępna jest tylko z napędem AWD – R6 3.2 o mocy 292 KM (215 kW) i momencie obrotowy 310 Nm.

### Lifting
W 2013 roku Roewe W5 przeszło nieznaczną restylizację nadwozia. Pas przedni zyskał przemodelowaną atrapę chłodnicy z grubszymi poprzeczkami oraz centralnie umieszczonym logo producenta. Ponadto przeprojektowano także wygląd przednich i tylnych zderzaków, a także wygląd kloszy tylnych lamp.

### Silniki
- R4 1.8l Turbo
- R6 3.2l